# Château de Meseberg
Le château de Meseberg est un château baroque de la localité de Meseberg, faisant partie de la municipalité de Gransee, dans le Brandebourg (Allemagne). C'est aujourd'hui une résidence officielle du gouvernement fédéral allemand pour les visites d'État. Il est situé à 70 km au nord de Berlin.

## Histoire
L'ancien manoir de Meseberg brûle en 1720. Il est reconstruit en 1736 en style baroque pour son propriétaire, le comte Hermann von Wartensleben, comme résidence d'agrément. Le domaine faisait partie de la dot de son épouse, née Dorothée von Groeber. Le château, qui se présente avec un toit élégant à la Mansart à comble brisé, est terminé en 1739, ainsi que son magnifique jardin à la française. L'architecte inconnu semble être de l'entourage de l'architecte berlinois Philipp Gerlach.
Le comte von Wartensleben s'installe dans son château de Rauschendorf (de), comme résidence principale, et son frère, le comte Friedrich Ludwig, fait construire le palais Wartensleben sur la Pariser Platz en 1735. Dix ans après la mort du comte, le château est ajouté en 1774 aux domaines du château de Rheinsberg, appartenant au prince Henri de Prusse (1726-1802), frère du roi Frédéric. Il l'offre peu de temps après à son intendant, Christian Ludwig von Kaphengst (1740-1800). On dit, à tort, que le roi voulait éloigner le favori de son frère de la cour de celui-ci. Kaphengst agrandit et embellit le château et fait bâtir de belles écuries. Cependant il mène une vie dispendieuse qui, finalement, le ruine. Ses héritiers agrandissent le parc vers le sud et aménagent un parc à l'anglaise jusqu'au petit lac.
Le château change plusieurs fois de propriétaires, comme par exemple Carl Robert Lessing (de) (1827-1911), propriétaire et éditeur de la gazette de Voss, journal libéral de l'époque. C'est surtout pour son fils Gotthold Ephraïm (1861-1919) qu'il a acquis ce château. Un mausolée est érigé dans le parc à sa mémoire. Theodor Fontane dans ses Promenades de la Marche de Brandebourg (1862) décrit le château de Meseberg, comme un château de conte de fées. La propriétaire de l'époque lui avait fait lire ici l'histoire de la baronne Elisabeth von Ardenne (de) qui sera à l'origine du roman de Fontane, Effi Briest.
La famille Lessing joue un rôle brillant au XIXe siècle dans le domaine des arts et des lettres, recevant l'élite culturelle de l'époque. Carl Friedrich Lessing peint le château à plusieurs reprises. Otto Lessing, descendant de Carl Robert et sculpteur, créé plusieurs œuvres à Meseberg et représente les différents membres de la famille et de son entourage. La famille Lessing vend le château en 1931, au moment de la crise économique.
Miraculeusement le château ne souffre pas trop de la fin de la guerre. Les autorités municipales du temps de la République démocratique allemande y installent un jardin d'enfants et des bureaux de l'administration municipale.
Après la réunification allemande, il a été décidé que le château ne pouvait revenir à ses anciens propriétaires. Il est restauré au milieu des années 1990, sans qu'une utilité lui soit tout de suite trouvée. La fondation Messerschmitt réunit  16 millions d'euros pour le rénover et le gouvernement fédéral s'implique aussi pour plusieurs dizaines de millions d'euros. Il est décidé alors d'en faire un château pour les visites d'État, succédant à l'hôtel Petersberg. Son premier invité sera le président Jacques Chirac en 2007.

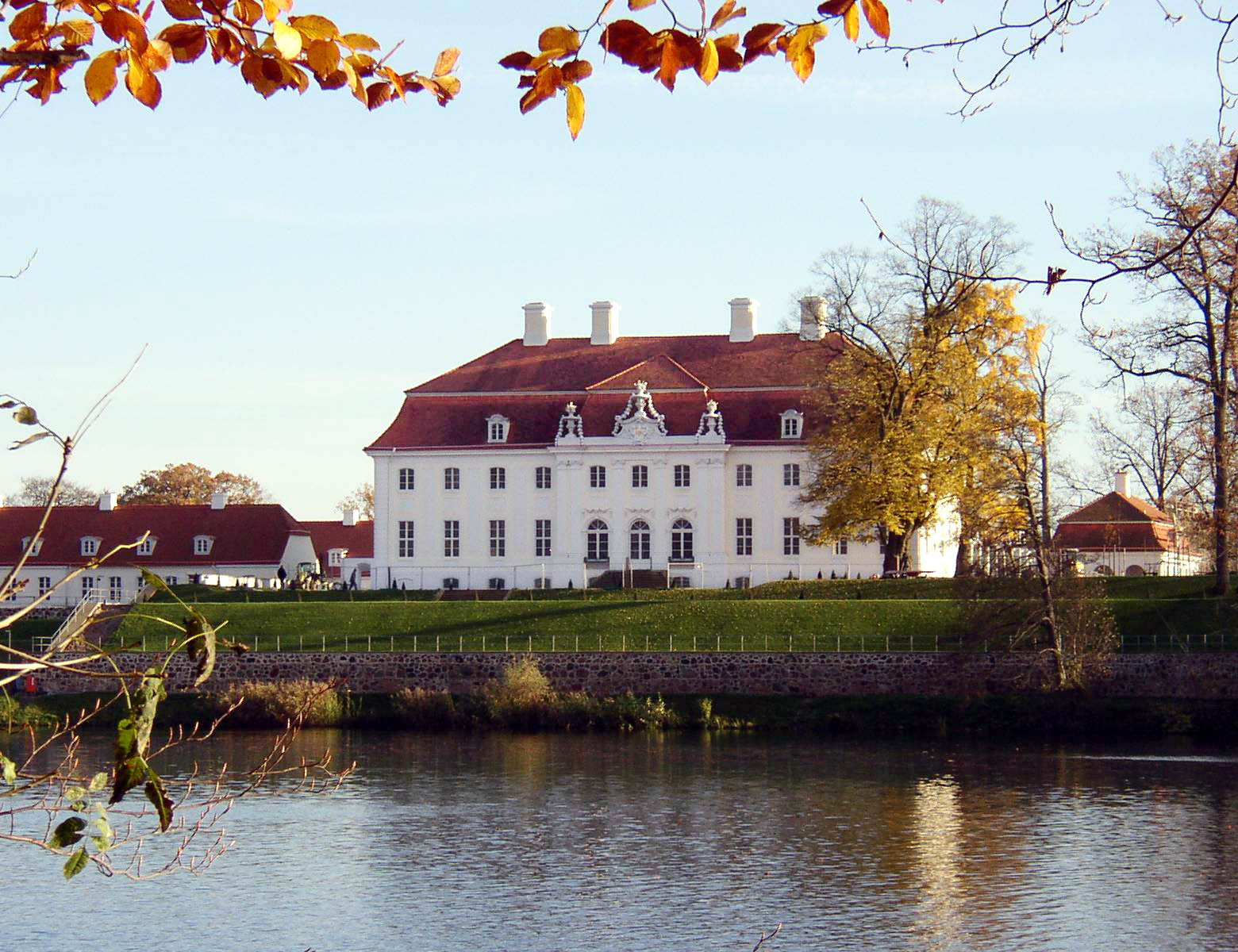
Vue du château du côté du lac.
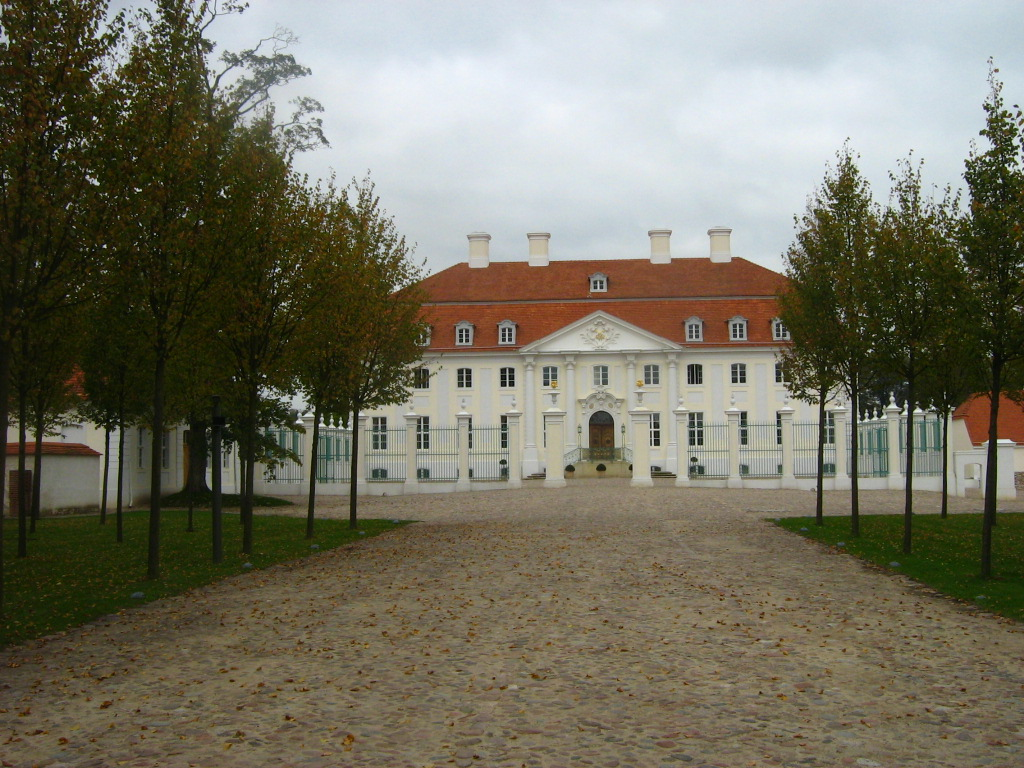
Le château au bout de l'allée.
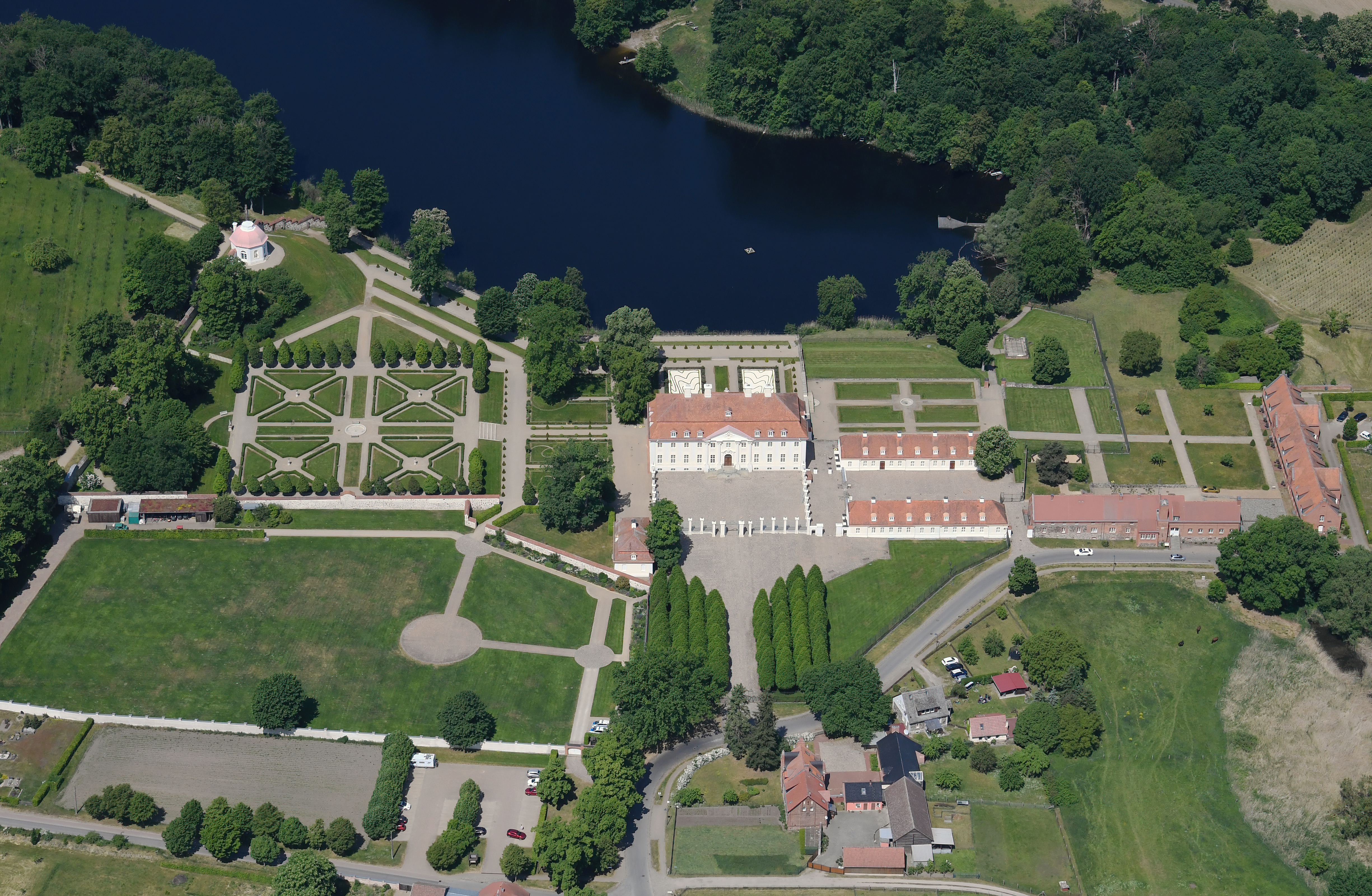
Vue aérienne du château et de ses jardins.

## Quelques visites officielles
- 23 février 2007 : Réception donnée par la chancelière Angela Merkel pour la visite de Jacques Chirac.
- 23 avril 2007 : Visite de José Barroso
- 23 août 2007 : Congrès fermé du gouvernement fédéral allemand (cabinet Merkel I)
- 10 septembre 2007 : Réception donnée par la chancelière Angela Merkel pour la visite de Nicolas Sarkozy, dans le cadre des rencontres de Blaesheim.
- 20 novembre 2007 : Visite de Romano Prodi
- 10 juin 2008 : Réception donnée en l'honneur du président George W. Bush par Angela Merkel
- Novembre 2009 : Congrès fermé du gouvernement Merkel (cabinet Merkel II)
- Juin 2018 : Conseil des ministres franco-allemand en présence d'Emmanuel Macron et d'Angela Merkel.
- 18 août 2018 : Rencontre d'Angela Merkel avec Vladimir Poutine[2].
- 29 juin 2020 : Rencontre entre Angela Merkel et Emmanuel Macron[3].
- 30 août 2022 : Rencontre entre Olaf Scholz et Pedro Sanchez[4].